# Zabalza
Zabalza (baskijski: Zabaltza) – gmina w Hiszpanii, w Nawarze, o powierzchni 14,04 km². W 2011 roku gmina liczyła 282 mieszkańców.